# Alexander Falk
Alexander Falk, född 24 maj 1993 i Stockholm, är en svensk professionell ishockeyspelare.
Falk spelar för Djurgårdens IF i SHL. Hans moderklubb är Lidingö Vikings HC.